# 薄井しお里
薄井 しお里（うすい しおり、1990年5月28日 - ）は、日本のタレント、フリーアナウンサー、グラビアアイドル。リップ所属 。元東北放送（TBC）アナウンサー。身長162cm。血液型はA型。愛称は「うすしお」で、小学生時代より変わっていないという。

## 来歴
茨城県日立市出身。茨城県立日立第二高等学校を経て法政大学卒業後、2013年、東北放送へ入社。同期は袴田彩会、林田悟志。高校生時代は放送部に所属。声楽も学び、イタリアやドイツの歌曲をよく歌っていた。また2009年の「第55回NHK杯全国高校放送コンテスト」朗読部門で準優勝の経歴も持つ。
2009年3月21日、「第81回選抜高等学校野球大会」の開会式で入場行進の司会を担当。ここでの経験がアナウンサーを目指すきっかけにもなった。
一時期アナウンサーをあきらめかけたこともあったが、日立市在住だった大学2年生のとき発生した東日本大震災において、現地の被害状況を伝え回っていた際、停電でテレビなどから情報が得られない状況下でかけられた「伝えてくれて助かる」という言葉に、もう一度改めてアナウンサーを目指そうという思いが強くなったという。
2015年6月22日以降、東北放送公式サイトのアナウンサーページからプロフィールが削除され、退職したことが判明する。
2016年4月現在、地元・日立市にあるケーブルテレビJWAYでリポーターとして活動。
2017年、「ミス・ユニバース・ジャパン 茨城大会」で準グランプリを獲得。2018年の「茨城大会」にも再び出場しグランプリを獲得した。
子供のころから佐藤江梨子、MEGUMIへの憧れがあり、グラビアアイドルになる夢を抱き続けていたため、当初は同ジャンルのオーディションを受けていた。2018年、知人の勧めで受けたグラビアオーディションでリップの目に留まり、2018年8月20日付で同事務所へ所属。グラビアアイドルとしての活動を開始し、『週刊ポスト』（2018年9月21・28日号、小学館）にてグラビアデビュー。一方で司会業も継続している。
2018年11月、『サンケイスポーツ』（産業経済新聞社）主催「サンスポGoGoクイーンオーディション」で審査員特別賞を受賞。
もともと官能小説を読むのが好きだったことから、2025年には小学館・週刊ポストにて小説「浴衣の紐を解いたら」を執筆。同誌では朗読、官能シーン再現も行われた。

## 人物
- 小学生のころからグラビアアイドルに憧れ、将来の夢として抱き続けていたが[26]、母から少し心配され、自身も恥ずかしさが勝り周囲にはグラビアアイドルへの夢を口に出せずにいたという。そこで、得意のピアノを活かし音楽の道へ進もうと考え、高校入学と同時に本格的に声楽を学び始めた[27]。
- 3歳から18歳まで15年間ピアノを習っていた[3]。
- 声楽を学んでいたこともあり歌うことが趣味。特に演歌が得意で、十八番は坂本冬美の『夜桜お七』だという。ほかにはプラモデルを作ること、眺めること[3]、激辛料理を食べることも趣味に挙げている[19]。
- 特技は洋裁、料理（特に和食）、ピアノ（耳コピーが出来る）、声楽、野球のスコアブックが書けること[19]。
- 目標としているグラビアアイドルは、橋本マナミ、壇蜜[28][29]。
- アナウンサー時代は緊張をほぐすため、ノーパンで原稿を読んでいた[30]。ニュースを読む際は常に緊張していたのだが、そんなとき橋本マナミの「いつもノーパンです」というテレビでの発言に影響され、自身も試してみたという。本人曰く「今パンツを履いていないと思うと、緊張してる場合じゃないと思うようになって仕事でもプラスになった」とのこと[30]。ただし“ノーパン”ではなく“ノーパンティー”と呼称するこだわりがあり、穿いている際は”イエスパンティー”と表現する[31]。
- スキップが苦手。
- 兄がいる[32]。

## 出演

### 出演番組（大学時代）
- グッドモーニング日立 - 月曜日担当（FMひたち）
- U・LA・LA - 第6期・月曜日担当[33]（2011年7月1日 - 9月30日、TOKYO MX）

### 出演番組（TBCアナウンサー時代）
- サンドのぼんやり〜ぬTV「狩野英孝的女子アナの罰」（2013年8月6日、東北放送）
- 目指せV2!楽天イーグルス サンドウィッチマンのキャンプだより（2014年2月23日） - ナレーター
- Nスタみやぎ - キャスター 月・火曜日担当（2013年9月5日 - 2014年2月、東北放送）
- TBCこども音楽コンクール（東北放送）
- TBCニュース
- 河北新報ニュース

### 出演（タレント時代）
- にっぽん真発見（2017年1月29日、BSジャパン）茨城県のご当地タレントとしてゲスト出演[34]。
- ナカイの窓（2018年11月14日、日本テレビ）- 「大食いBIG3&クセあり女子アナ2本立てSP」[注 2]
- スピードワゴンの月曜The NIGHT（2019年4月23日[35]、AbemaTV）
- ONE MORNING「転職のターニングポイントやステップアップの秘訣」（2019年7月17日、TOKYO FM）
- 鎧美女「真田昌幸」（2019年8月20日、フジテレビONE）
- 有吉反省会（2019年10月26日、日本テレビ）
- カンニング竹山の土曜The NIGHT（2020年4月19日、AbemaTV）
- 世にも奇妙な物語 '20秋の特別編 「アップデート家族 」（2020年11月14日、フジテレビ） - 黒崎家・母（家政婦） 役
- タモリ倶楽部「文学作品の一行目を当てろ！官能小説でファーストセンテンスゲーム」（2021年2月20日、テレビ朝日）
- 上田ちゃんネル（2025年5月15日、テレビ朝日）

### 出演（YouTube）
- ミスターパーフェクト槙原　元読売ジャイアンツ投手 槙原寛己氏のYouTubeチャンネルのアシスタント（2021年6月配信から2022年7月9日配信分まで）

## 作品

### 写真集
- シ・オ・リ（2019年4月20日、ワニブックス、撮影：矢西誠二）ISBN 978-4847082108

### イメージビデオ
- シ・オ・リと申します。（2019年6月25日、ワニブックス）
- 恋愛予報（2019年10月20日、ラインコミュニケーションズ）
- 桃肌天使（2020年9月20日、竹書房）
- 濡染日記（ぬれぞめにっき） （2021年8月20日、ラインコミュニケーションズ）